# 居酒屋 (1956年の映画)
『居酒屋』（いざかや、Gervaise）は、1956年のフランスのドラマ映画。監督はルネ・クレマン、出演はマリア・シェルとフランソワ・ペリエなど。フランスの文豪エミール・ゾラによる同名小説（原題：L'assommoir、1877年）を原作としている。撮影期間は1955年8月6日から同年12月29日。
主演のマリア・シェルが第17回ヴェネツィア国際映画祭女優賞を受賞したほか、第29回アカデミー賞外国語映画賞にノミネートされた。

## キャスト
- ジェルヴェーズ・マッカール: マリア・シェル - 洗濯女。
- アンリ・クーポー: フランソワ・ペリエ - 屋根職人。ジェルヴェーズの夫。
- ヴィルジニー・ポワソン: シュジ・ドレール（フランス語版） - ジェルヴェーズを憎む女。
- オーギュスト・ランティエ: アルマン・メストラル（フランス語版） - ジェルヴェーズの元恋人、内縁の夫。
- ロリユー夫人: ジャニー・オルト（フランス語版） - アンリの姉。
- ボシュ夫人: マティルド・カサドシュ（フランス語版） - 管理人。
- ママ・クーポー: フローレル（フランス語版） - アンリの老母。
- クレメンス: ミシュリーヌ・リュシオニ（フランス語版） - ジェルヴェーズと共に働く洗濯女。
- ポワソン氏: リュシアン・ユベール（フランス語版） - 警官。ヴィルジニーの夫。
- グジェ: ジャック・アルダン（フランス語版） - 鍛冶屋。ジェルヴェーズとアンリの友人。
- ボシュ氏: ジャック・イリング（フランス語版） - 管理人の夫。

### 日本語吹替版
| 役名                       | 俳優                   | 日本語吹き替え                                               | 日本語吹き替え | 日本語吹き替え |
| 役名                       | 俳優                   | NETテレビ版                                                  | TBS版          | ？版           |
| -------------------------- | ---------------------- | ------------------------------------------------------------ | -------------- | -------------- |
| ジェルヴェーズ・マッカール | マリア・シェル         | 二階堂有希子                                                 | 平井道子       | 水城蘭子       |
| アンリ・クーポー           | フランソワ・ペリエ     | 穂積隆信                                                     |                |                |
| ヴィルジニー・ポワソン     | シュジ・ドレール       | 江家礼子                                                     |                |                |
| オーギュスト・ランティエ   | アルマン・メストラル   | 島宇志夫                                                     |                |                |
| グジェ                     | ジャック・アルダン     | 田口計                                                       |                |                |
| ポッシュ夫人               | マティルド・カサドシュ | 麻生美代子                                                   |                |                |
| 不明 その他                |                        | 武藤礼子 島木綿子 緑川稔 諏訪孝二 渡辺典子 浅井淑子 田中康郎 |                |                |
| 日本語版スタッフ           |                        |                                                              |                |                |
| 演出                       | 演出                   | 春日正伸                                                     |                |                |
| 翻訳                       | 翻訳                   | 山田小枝子                                                   |                |                |
| 効果                       | 効果                   | PAG                                                          |                |                |
| 調整                       | 調整                   | 遠矢征男                                                     |                |                |
| 制作                       |                        |                                                              |                |                |
| 解説                       | 解説                   | 淀川長治                                                     |                |                |
| 初回放送                   | 初回放送               | 1970年5月31日 『日曜洋画劇場』                               | 1973年9月29日  |                |

## 作品の評価

### 映画批評家によるレビュー
Rotten Tomatoesによれば、5件の評論のうち高評価は80%にあたる4件で、平均点は10点満点中7.5点となっている。

### 受賞歴
| 賞                                 | 部門                             | 対象者             | 結果       |
| ---------------------------------- | -------------------------------- | ------------------ | ---------- |
| 第29回アカデミー賞                 | 外国語映画賞                     |                    | ノミネート |
| 第17回ヴェネツィア国際映画祭       | 女優賞                           | マリア・シェル     | 受賞       |
| 第17回ヴェネツィア国際映画祭       | 国際映画批評家連盟（FIPRESCI）賞 |                    | 受賞       |
| 第23回ニューヨーク映画批評家協会賞 | 外国語映画賞                     |                    | 受賞       |
| 第10回英国アカデミー賞             | 総合作品賞                       |                    | 受賞       |
| 第10回英国アカデミー賞             | 外国男優賞                       | フランソワ・ペリエ | 受賞       |
| 第10回英国アカデミー賞             | 外国女優賞                       | マリア・シェル     | ノミネート |
| 第7回ブルーリボン賞                | 外国作品賞                       |                    | 受賞       |